# 庫普弗巴赫河
47°59′10″N 11°52′11.4″E / 47.98611°N 11.869833°E

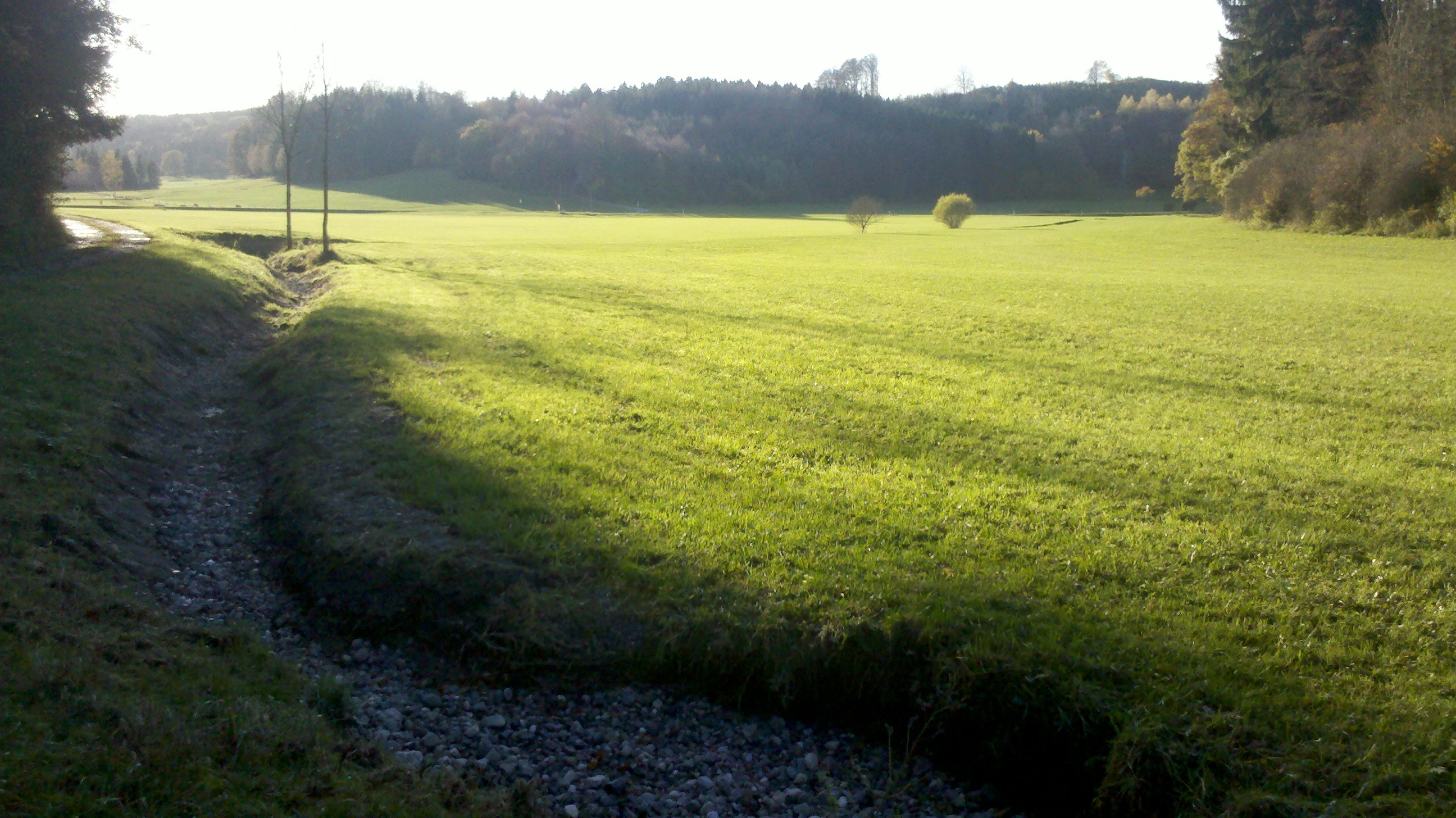
庫普弗巴赫河（左，河水乾涸時）

庫普弗巴赫河（德語：Kupferbach），是德國的河流，位於該國東南部，由巴伐利亞負責管轄，屬於格隆河的支流，河道全長7公里，河口處在格隆。